# Космологія джайнізму
Космологія джайнізму — описання форми і функціонування Всесвіту (лока), і його частин (життя, матерія, простір, час тощо), як воно зображено в канонічних джайнських текстах і в коментаріях джайнських філософів.
Джайни вірять, що Всесвіт ніколи не був створений і ніколи не припинить свого існування — він вічний. Всесвіт складається з неліченного числа джива (життєвих сил або душ). За своєю структурою він нагадує людину, яка стоїть, взявшись у боки. Вузький пояс містить у собі різні кшетри — місця, де бродять душі людей, тварин і рослин. Символічні груди Всесвіту є небесами (дева лока), притулком для душ богів. Нижче символічного поясу знаходиться пекло (нарка лока). Є сім різних нарка лока, в які може спуститися джива (душа), спокутуючи свої гріхи. Чим нижче — тим більше страждань і менше світла. На чолі символічного Всесвіту розташована сідха кшетра або мокша. Там у стані вічного миру та необмеженого щастя перебувають дживи, що досягли нірвани. За межами цієї символічної постаті немає нічого.
Про природу Всесвіту Магапурана Ачар'ї Джинасени говорить наступне: «Якісь дурні оголошують, що світ створив Творець. Ця доктрина, що світ був створений, божевільна та повинна бути відкинута. Якщо Бог створив світ, де він був до творення? Якщо ви говорите що він трансцендентний та його не треба підтримувати, де він зараз? Як би Бог створив світ із нічого? Якщо ви говорите, що він спочатку створив матеріал, а потім світ, ви зустрічаєтесь із нескінченною регресією»[джерело?].

## Шість субстанцій
Джайни розрізнюють шість головних субстанцій, з яких складається Всесвіт:
- Джива (суб'єкт)
- Аджива (об'єкт):
  - Пудгала (матерія)
  - Дгарма-таттва (принцип руху)
  - Адгарма-таттва (принцип спокою) Дгарма і Адгарма є посередниками руху або спокою в інших тілах
  - Акаша (простір). Саме в Акаші розташовуються дживи, аджива, принцип руху та принцип спокою і час.
  - Кала (час). За межами часу немає жодного буття.

## Цикли часу
Хоча Всесвіт не має початку й кінця, але час циклічний. Кожен цикл (кальчакра) складається з двох напівциклів: напівциклу поступу (утсарпіні) та згасання (авсарпіні). Кожен із напівциклів ділиться на шість нерівних періодів (ара). Впродовж напівциклу розвитку людство розвивається від гіршого до кращого. На початку напівциклу мораль, щастя, сила, здоров'я, релігія в найгіршому стані. Досягнувши найкращого стану під кінець напівциклу, все починає регресувати. Джайни вірять, що наразі світ перебуває в п'ятій арі фази згасання, і до настання нової ари ще приблизно 19 тис. років. Шоста ара триватиме приблизно 21 тис. років. На початку нового напівциклу всі дерева бажань кальпавркса задовольнять усі прагнення людей. Люди тоді народжуватимуться парами близнюків — один хлопчик і одна дівчинка, залишаючись разом усе життя.